# Segundo levantamiento comunero en Burgos
El segundo levantamiento comunero en Burgos fue una sublevación comunera contra Iñigo Fernández de Velasco, condestable de Castilla, que tuvo lugar en la ciudad de Burgos el 21 de enero de 1521. Se preveía el apoyo externo de los capitantes Antonio de Acuña, Juan de Padilla y Pedro López de Ayala, conde de Salvatierra, pero el mismo finalmente no llegó a concretarse porque el levantamiento se adelantó dos días y terminó siendo reprimido en la jornada del 22 por las fuerzas del condestable, que afianzó así su dominio sobre la ciudad. 

## Precedentes
Las gestiones diplomáticas del condestable de Castilla Iñigo Fernández de Velasco, gobernador del reino conjuntamente con el Almirante y el cardenal Adriano de Utrecht, habían logrado que en el mes de noviembre de 1520 Burgos se desligase de la Santa Junta, concediendo todo cuanto la ciudad solicitaba. Sin embargo, ante la tardanza del monarca Carlos I en confirmar tales reivindicaciones, el clima político de la ciudad comenzó a deteriorarse gravemente, sobre todo a partir de enero de 1521. Para ganar tiempo contra un levantamiento que parecía inminente, el condestable repartió gratificaciones, mintió en varias ocasiones, y solicitó refuerzos de Tordesillas.
El 15 de enero Francés de Beaumont ocupó Ampudia en un verdadero golpe de audacia. Las tropas de Antonio de Acuña y de Juan de Padilla —unos 4000 hombres—, se unieron en Trigueros del Valle, recuperaron Torremormojón primero (a donde había escapado Beaumont) y Ampudia después, y marcharon sobre Burgos con la idea de que su presencia animaría a los comuneros burgaleses a levantarse contra el condestable. El conde de Salvatierra, Pedro López de Ayala, hizo lo mismo desde el norte. 
Mientras tanto, el condestable decidió llevar a la práctica una maniobra dilatoria. Así, entabló conversaciones con los elementos más renuentes de la población, proponiéndoles hacer algunas gestiones cerca de las ciudades comuneras para conocer sus condiciones para un eventual cambio de bando.

## Desarrollo
Los comuneros burgaleses le pidieron a Padilla que se presentase ante las puertas de la ciudad el 23 de enero. Sin embargo, lo cierto es que la sublevación se adelantó dos días. Al mediodía del día 21 de enero los comuneros, dirigidos por un barbero, ocuparon las calles de Burgos y dieron inicio a los primeros enfrentamientos, durante los cuales el conde de Aguilar salió herido. En la noche se estableció una tregua momentánea y a la mañana siguiente el Condestable impresionó a los insurrectos desplegando un poderoso aparato militar en la plaza de la ciudad. Exigió a los habitantes que se rindiesen y entregasen el castillo, (ocupado por los representantes del municipio desde junio de 1520), a cambio de la amnistía, un mercado franco semanal y el alivio de las cargas fiscales en el tiempo que durase el aposentamiento de la Corte. Los sublevados, temiendo el saqueo de la ciudad por la soldadesca, optaron por capitular, a excepción de dos vecindades. No obstante, la victoria del Condestable estaba asegurada. A la mañana siguiente pudo apoderarse de él sin problemas.

## Consecuencias
Con el triunfo del Condestable, este paso a tener bajo su control los centros vitales de la ciudad, sobre todo el castillo. Por otra parte, los líderes comuneros, Padilla y Acuña, decepcionados por la derrota, prefirieron retirarse sin entablar hostilidades con el Condestable: el primero, a Valladolid, y el segundo, a continuar sus incursiones antiseñoriales en Tierra de Campos. El conde de Salvatierra, por el contrario, se retiró de la lucha al tomar conocimiento de que una cédula del 25 de enero le prometía el perdón y la nulidad de todas las provisiones expedidas desde el 29 de septiembre del pasado año contra él, su tierra y vasallos, si se dignaba de licenciar sus tropas. El día 27 se comprometió en Oña a despedir al día siguiente los 2000 hombres que había reunido en la villa y fijó además las condiciones para que se volviesen a sus tierras.